# Русінка Юрій Іванович
Ю́рій Іва́нович Русінка — заступник начальника відділу організаційно-планового підрозділу, Військово-медичний департамент МО України, полковник медичної служби.

## Нагороди
За особисту мужність і героїзм, виявлені у захисті державного суверенітету та територіальної цілісності України, вірність військовій присязі під час бойових дій та при виконанні службових обов'язків, відзначений —
- 13 серпня 2015 року — почесним званням заслуженого працівника охорони здоров'я України.